# Fatal1ty
Jonathan Wendel (Independence, 26 de febrero de 1981), conocido por el seudónimo de Fatal1ty, es un jugador profesional de videojuegos.

## Biografía
Wendel ha ganado aproximadamente US$500,000 en premios en efectivo de parte de las competiciones profesionales de videojuegos, principalmente por parte de la Cyberathlete Professional League (CPL). Además de recibir numerosos endorsamientos de producto, ha sido portada de varias publicaciones principales de noticias, incluyendo a Time, The New York Times, Forbes, y el BBC World Service. Además, ha aparecido en 60 Minutes. Wendel es conocido por ser uno de los primeros jugadores profesionales del oeste con una ética seria de trabajo, y dice practicar al menos ocho horas diarias, a veces más.
Wendel resultó ser un exitoso competidor en varios juegos de acción en primera persona. Debutó como videojugador profesional en octubre de 1999, logrando el tercer puesto en el torneo de Quake III Arena en el evento FRAG 3 de la CPL. Si bien ha competido en torneos de juegos por equipo como Counter-Strike y Call of Duty con equipos, gran parte de su éxito se dio en el campo de los juegos uno-contra-uno en deathmatch incluyendo Quake III Arena, Unreal Tournament 2003, y Painkiller. Durante su carrera, ha ganado un total de cinco títulos mundiales; cuatro de ellos en la CPL., y uno de la WCG.

## Competiciones Notables
Todas las victorias aquí nombradas aparecen en dólares.

### Aliens versus Predator 2
- 1st CPL World Championship ($40,000, Ford Focus)

### Doom 3
- 1st QuakeCon 2004 ($25,000)

### Painkiller
- 2nd CPL Summer Championships 2004 ($5,750)
- 4th CPL Turkey March 26, 2005 ($5,000)
- 6th CPL Spain May 1, 2005 ($2,500)
- 2nd CPL Brazil May 28, 2005 ($10,000)
- 2nd CPL Sweden June 18, 2005 ($10,000)
- 1st CPL Summer Championships 2005 ($15,000)[5]
- 2nd CPL UK September 04, 2005 ($10,000)
- 1st CPL Singapur October 16, 2005 ($15,000)
- 2nd CPL Italy October 22, 2005 ($10,000)
- 5th CPL Chile October 30, 2005 ($3,500)
- 1st CPL NYC World Tour Finals 2005 ($150,000)

### Quake III Arena
- 3rd Frag 3 1999
- 1st XSR Invitational 2000
- 1st RazerCPL Tournament April, 2000 ($40,000)
- 1st BattleTop Universal Challenge July 22, 2000 ($15,000)
- 1st World Cyber Games Challenge October, 2000 ($25,000)
- 1st CPL Australia ($10,000)
- 3rd CPL Holland
- 2nd QuakeCon 2001 ($70,000)
- 2nd CPL Brazil

### Quake 4
- 4th WSVG Kentucky June 18, 2006
- 4th WSVG Intel Summer Challenge July 9, 2006 ($6,500)
- 9–12th QuakeCon August 05, 2006
- 5th WSVG London October 8, 2006
- 3rd Digital Life October 15, 2006 ($2,500)
- 5th World Cyber Games October 19, 2006
- 2nd WSVG Finals New York, December 10, 2006 ($10,000)

### World Championships
- CPL: 4 (2000, 2001, 2002, 2005)
- WCG: 1 (2000)

### GGL Rankings
- Top ranking: 1st (05-2006, 06-2007)[6]
- Current ranking: 6th[7]